# Achille d'Étampes de Valençay
Achille d'Étampes de Valençay (5. července 1593, Tours, Francie – 27. června 1646, Řím, Itálie) byl francouzský generál, rytíř Maltézského řádu a pozdější katolický kardinál. V roce 1606 ve věku 13 let byl členem Řádu svatého Jana Jeruzalémského. Bratr arcibiskupa z Remeše Léonora d'Estampes de Valençay se narodil v Tours. Vyznamenal se v bojích ve Francii, Itálii a Nizozemsku. Velel vojskům Urbana VIII. ve válce o Castro proti vévodovi z Parmy. Pod jeho velením papežská vojska vítězila. V roce 1643 jej papež jmenoval kardinálem, s titulem Saint-Adrien.

## Životopis
Za pobytu v Paříži si Achille užil okázalého období výtržnictví a konfliktů. Vyznamenal se při obléhání Montaubanu v roce 1621, poté byl ve věku 28 let jmenován kapitánem královské kavalerie. V roce 1626 zmařil atentát na kardinála Richelieu, do kterého byl zapojen hrabě z Chalais.
V roce 1627 Achille de Valençay přispěl k obraně Île de Ré proti anglickému námořnictvu, v roce 1628 velel královské flotile během obléhání La Rochelle v hodnosti viceadmirála. Ve věku 34 let se stal polním maršálem a vyznamenal se v Piemontu v bitvě u Pas de Suze v roce 1629, kde byl zraněn. Od října 1630 byl v nemilosti za to, že se postavil jako kapitán stráží královny-matky proti kardinálu Richelieu, (v listopadu 1630 se francouzský král Ludvík XIII. rozhodl poslat svou matku Marii Medicejskou do exilu a naopak podpořit svého ministra Richelieu) a poté byl v nemilosti jako přítel maršála vévody z Montmorency, rebela popraveného v roce 1632.
Achille odešel do exilu na Maltu. Vyznamenal se statečností při útoku na osmanský ostrov Sainte-Maure (nyní Řecko), ale tato operace, kterou jak se zdá vyvolal a také jí velel, byla zcela neúspěšná. Řád ztratil mnoho rytířů a vojáků, zabitých či zajatých. Ve Francii vyvolala tato akce příznivé mínění pro Achillea, ale jeho vztahy s vyššími orgány Řádu se zhoršily. Jako člen komise odpovědné za opevnění Malty zpochybnil názory velmistra řádu a na jaře roku 1636 rezignoval. Neprospěl podpoře francouzské koruny ani řádu. Nedostalo se mu odměny ve formě jmenování velitele flotily), nestal se ani maršálem (tj. vrchním velitelem pozemních a námořních sil). Zbaven budoucnosti hodné svých vojenských úspěchů jak ve Francii tak i na Maltě, obrátil se k papeži. Jeho synovec Henri de Valençay byl vyslancem Řádu v Římě a byl velmi uznávaný.
Poté co se papež Urban VIII. v roce 1641 pustil do války s vévodou z Parmy a situace se pro něho nevyvíjela dobře, byl v září 1642 Achille najat jako velitel papežské armády. Poté, co byl vytvořen regiment 2 000 francouzských dobrovolníků de Valençay rychle zvrátil válečnou situaci. Měl v úmyslu se po smrti Ludvíka XIII. vrátit do Francie, doufaje, že bude vzat na milost. Jako uznání jeho válečného úspěchu a také aby Achillea udržel v Římě, jmenoval jej Urban VIII. 13. července 1643 kardinálem "in pectore" (v utajení, papež má nárok zveřejnit jmenování až to sám uzná za vhodné). Jeho jmenování bylo zveřejněno 14. prosince 1643. Povýšil Achillea na generálporučíka papežských armád (5. září 1643). Valençay úspěšně vedl válku proti Parmě a Benátkám, která byla ukončena mírovou smlouvou uzavřenou 31. března 1644. Po smrti Urbana VIII. a po nástupu Inocence X. Valençay opustil Řím a v lednu 1645 se vrátil do Francie.
Dorazil do Paříže 27. ledna a požádal o audienci u královny a kardinála Mazarina. Bylo mu ovšem řečeno, aby opustil Paříž do dvaceti čtyř hodin a Francii do patnácti dnů. „Král je pánem mého života a mého majetku, ale ne mé cti, a je mi ctí neopustit Paříž v takovém spěchu." Nakonec opustil Francii 2. února a vrátil se do Říma přes Avignon, kde nějakou dobu zůstal. Vždy dobrý komunikátor, šířil zvěsti o svém jmenování francouzským velvyslancem u Svatého stolce a účinně pracoval na obraně zájmů francouzské koruny před zájmy Španělska až do své smrti v červenci 1646, ve věku 53 let.
Je pohřben v Římě v kostele Carmes de la Victoire.

## Církevní kariéra
V roce 1643 byl papežem Urbanem VIII. povýšen na kardinála in pectore. Papež doufal, že jmenování velkého počtu kardinálů blízkých Francii umožní jeho kardinálovi-synovci Antoniu Barberinimu ovládnout kardinálský sbor a prosadit v konkláve volbu papeže vstřícného k Francouzskému království. (Bez ohledu na jeho předchozí konflikt s kardinálem Richelieu se zdá, že Valençay zůstal věrný Francii.) Následující rok zemřel papež Urban VIII. a Achille d'Étampes de Valençay se účastnil konkláve v roce 1644. Urbanův plán z řady důvodů nefungoval a byl zvolen papež Inocenc X., který měl přátelštější vztah ke Španělsku než k Francii.
Achille d'Étampes de Valençay byl jmenován kardinálem v kostele Sant'Adriano al Foro (Sv. Adriana) v Římě. Zemřel 27. června 1646 v Římě.